# Konaikanahalli Jodi, Belur
Konaikanahalli Jodi là một làng thuộc tehsil Belur, huyện Hassan, bang Karnataka, Ấn Độ.